# Rödstreckat backfly
Rödstreckat backfly (Agrochola lota) är en fjärilsart som beskrevs av Carl Alexander Clerck 1759. Rödstreckat backfly ingår i släktet Agrochola och familjen nattflyn. Arten är reproducerande i Sverige. Inga underarter finns listade.

## Bildgalleri

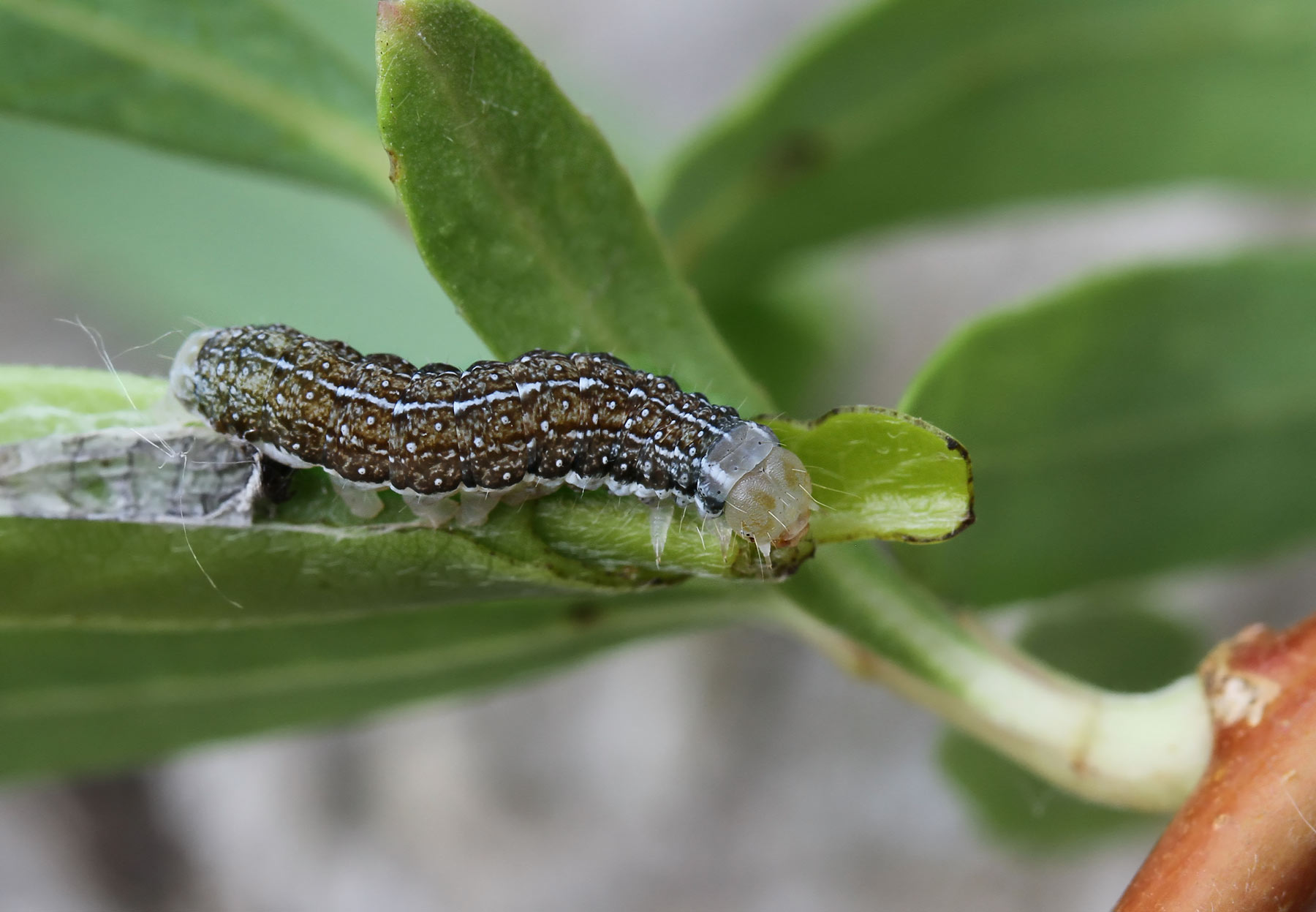
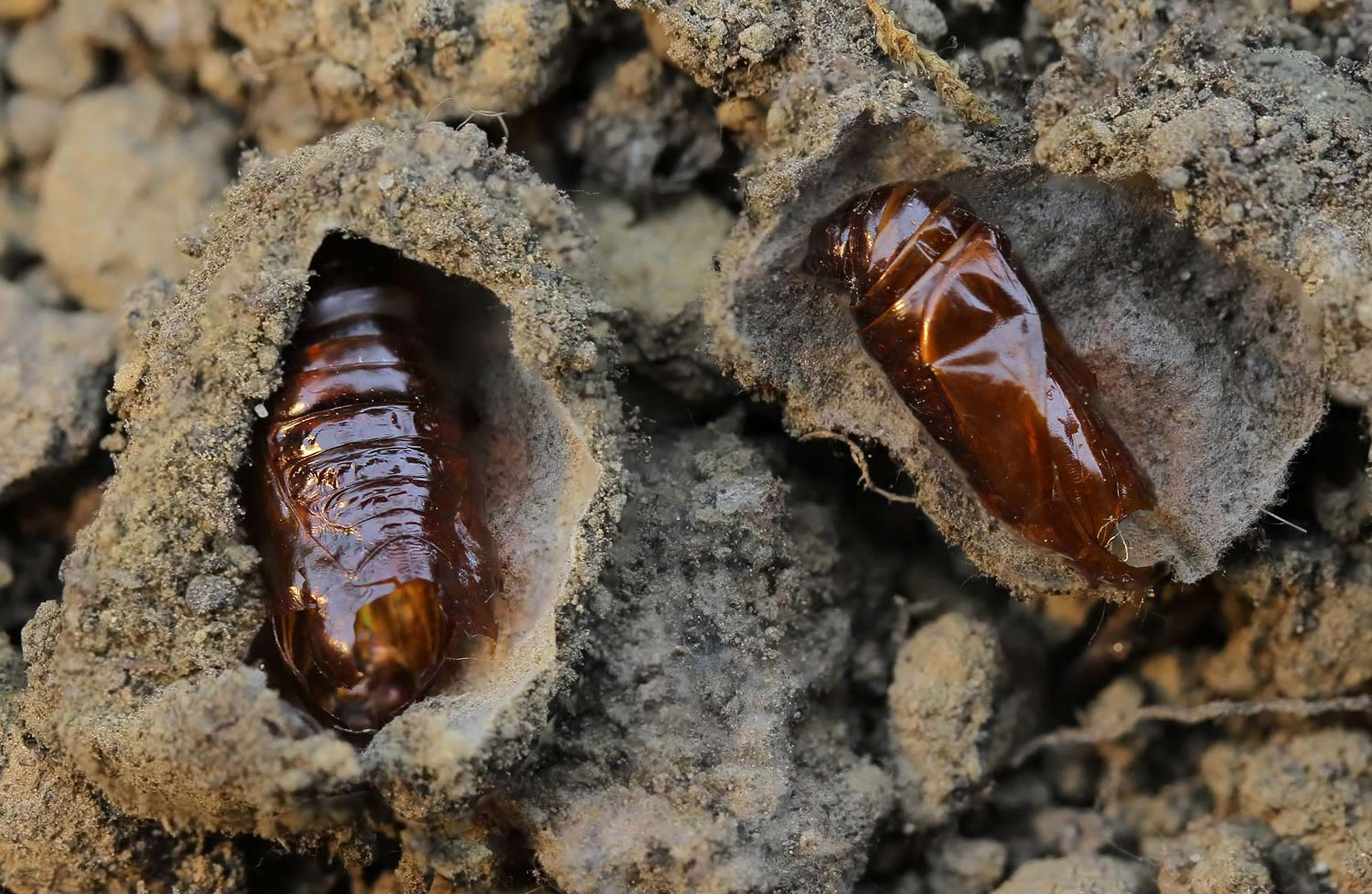
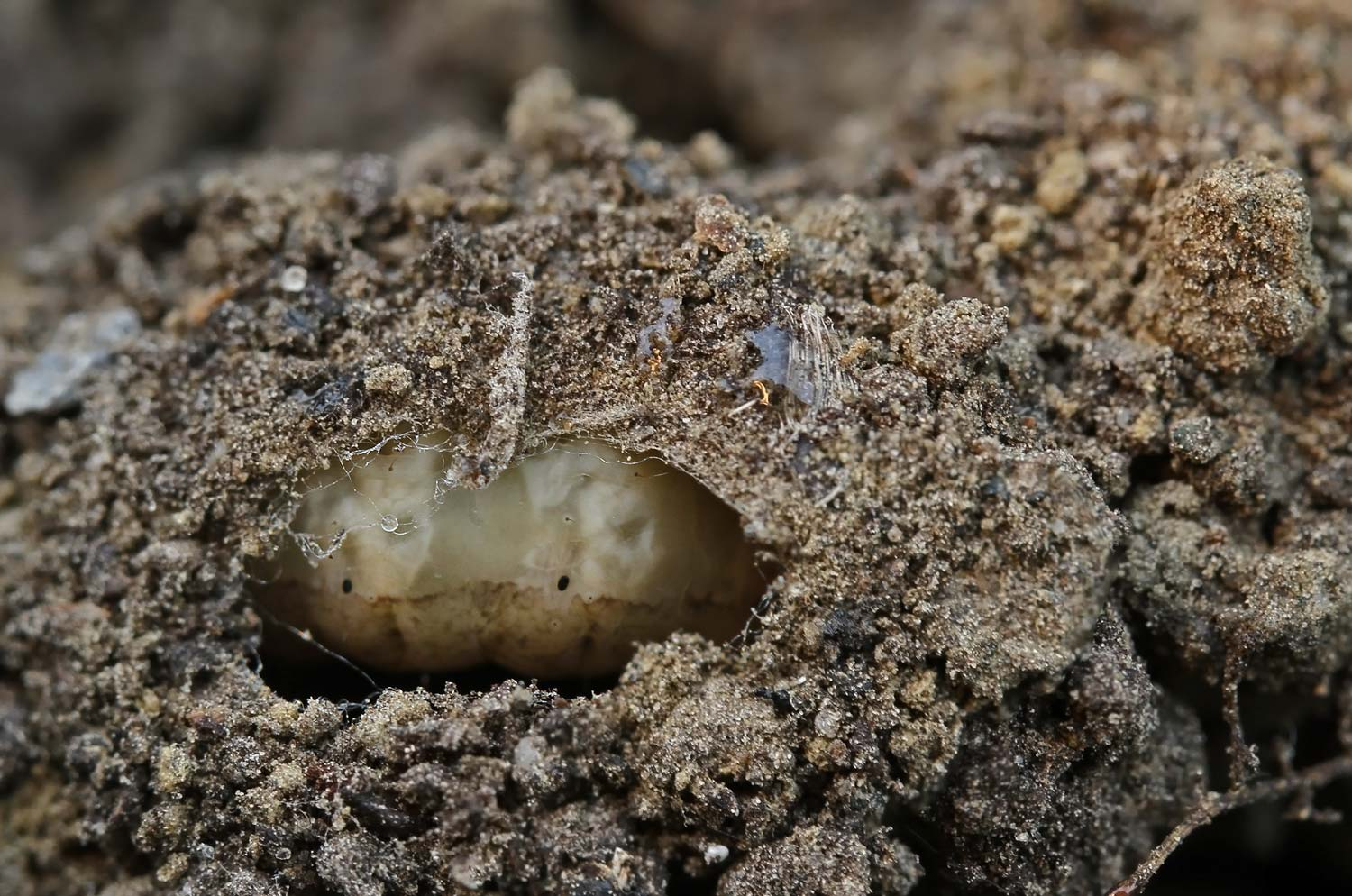